# John Hooper
John N.A. Hooper is een Australische zeebioloog en auteur van wetenschappelijke publicaties. Hij is hoofd van de programma's Biodiversiteit en Aardwetenschappen van het Queensland Museum. Zijn onderzoek omvat de studie van mogelijke medische toepassingen van zeesponzen, zoals bètablokkers tegen hartziekten en verbindingen tegen maag-darmaandoeningen en kanker. In 2007 maakte hij deel uit van het Overlegpaneel Genetische Hulpbronnen van de Zee voor de achtste jaarlijkse informele raadpleging (door de Verenigde Naties) over oceanen en maritiem recht (UNICPOLOS).

## Bekende werken
Samen met Rob van Soest redigeerde Hooper het invloedrijke werk Systema Porifera: A Guide to the Classification of Sponges. Daarenboven vermeldt het Web of Science meer dan 90 artikels in tijdschriften met peerreview die meer dan 1650 keer geciteerd zijn, en met h-index 24. Zijn drie vaakst geciteerde artikels (> 75) zijn:
- Pettit, George R., Chicacz, Zbigniew A., Gao, Feng, Herald, Cherry L., Boyd, Michael R. (1993). Antineoplastic agents. 257. Isolation and structure of spongistatin 1. Journal of Organic Chemistry 58: 1302. DOI: 10.1021/jo00058a004.
- Pettit, G. R., Herald, C. L., Boyd, M. R., Leet, J. E., Dufresne, C. (1991). Antineoplastic agents. 219. Isolation and structure of the cell growth inhibitory constituents from the western Pacific marine sponge Axinella sp. Journal of Medicinal Chemistry 34 (11): 3339–40. PMID 1956053. DOI: 10.1021/jm00115a027.
- Pettit, G. R., Tan, R., Gao, F., Williams, M. D., Doubek, D. L. (1993). Isolation and structure of halistatin 1 from the eastern Indian Ocean marine sponge Phakellia carteri. Journal of Organic Chemistry 58 (9): 2538. DOI: 10.1021/jo00061a030.

- International Standard Name Identifier: 0000 0000 8264 3130
- Library of Congress Control Number: n86842459
- Nationale Bibliotheek van Israël: 987007442808005171
- Nederlandse Thesaurus van Auteursnamen: 249979535
- ORCID: 0000-0003-1722-5954
- Système universitaire de documentation: 073915831
- Trove: 547197
- Virtual International Authority File: 72891992
- WorldCat: E39PBJvmGycQGr4pKm7tQKWdQq